# Kotlin (Groot-Polen)
Kotlin is een dorp in het Poolse woiwodschap Groot-Polen, in het district Jarociński. De plaats maakt deel uit van de gemeente Kotlin en telt 3124 inwoners.

## Verkeer en vervoer
- Station Kotlin